# Institut historique allemand de Rome

Logo

L'Institut historique allemand de Rome (en allemand : Deutsches Historisches Institut Rom; en italien : Istituto Storico Germanico di Roma) est un institut culturel allemand, situé Via Aurelia antica 391, dans le quartiere Aurelio, à l'ouest de Rome, jouxtant le sud de la Cité du Vatican. Depuis le 1er juillet 2002, il est devenu une institution publique intégrée à la Max Weber Stiftung – Deutsche Geisteswissenschaftliche Institute im Ausland (Fondation Max-Weber – instituts allemands en sciences humaines à l’étranger).

## Historique
L'Institut historique allemand de Rome est le plus ancien des instituts historiques allemands, puisqu'il a été fondé en 1888 sous le nom d'« Institut historique prussien de Rome. » Il a pour vocation les études historiques allemandes et italiennes, en particulier les relations germano-italiennes dans un contexte international, depuis le Moyen Âge, jusqu'à l'époque contemporaine. Son directeur depuis 2002 est le professeur Michael Matheus.

## Bibliothèque et archives
La bibliothèque de l'institut comprend une bibliothèque d'ouvrages historiques et une bibliothèque d'archives musicales. La première est spécialisée dans les relations germano-italiennes et, ainsi que dans l'histoire allemande et l'histoire italienne. Elle possède 171 000 volumes et 667 manuscrits (chiffres de 2012). La seconde possède 57 000 ouvrages, dont un millier de livrets rares, des livres, des partitions, des documents sonores et 440 manuscrits.

## Directeurs
- 1888–1890: Konrad Schottmüller (de)
- 1890–1892: Ludwig Quidde
- 1892–1901: Walter Friedensburg
- 1901–1903: Aloys Schulte (de)
- 1903–1936: Paul Fridolin Kehr (de)
- 1936–1937: Wilhelm Engel (de)
- 1937–1942: Edmund Ernst Stengel (de)
- 1942–1945: Theodor Mayer (de)
- 1953–1961: Walther Holtzmann (de)
- 1962–1972: Gerd Tellenbach (de)
- 1972–1988: Reinhard Elze (de)
- 1988–2001: Arnold Esch (de)
- 2002–2012: Michael Matheus (de)
- 2012-2024: Martin Baumeister (de)
- depuis 2024: Petra Terhoeven (de)